# Oberhausen an der Nahe
Oberhausen an der Nahe là một đô thị thuộc huyện Bad Kreuznach trong bang Rheinland-Pfalz, phía tây nước Đức. Đô thị Oberhausen an der Nahe có diện tích 3,31 km², dân số thời điểm ngày 31 tháng 12 năm 2006 là 412 người.